# 點柄臭黃菇
點柄臭黃菇，又称点柄黄红菇、油辣菇、鱼腮菇，是担子菌纲傘菌目紅菇科的一种有毒蘑菇，学名(拉丁語：Russula senecis S. Imai)，广泛分布于世界各地，

## 特征习性
點柄臭黃菇多生长于林间潮湿的地面上，可单生也可簇生。成熟的點柄臭黃菇散发不愉快气味，它也因此而得名。该菇是一种中大型紅菇，成熟时菌盖尺寸2-9厘米，菌柄长2-8厘米，均呈现泥黄色。菌柄和菌盖上分布有深褐色斑点。其菌肉和菌褶为白色，孢子无色。

### 毒性
點柄臭黃菇有毒，误食后会产生呕吐、腹泻等肠胃中毒症状。